# Riški črni balzam
Riški črni balzam (latvijsko Rīgas Melnais balzams) je tradicionalni latvijski zeliščni liker (balzam), ki velja za narodno pijačo v Latviji. Proizvaja ga podjetje Latvijas Balzams, ki letno napolni dva milijona steklenic in izvaža pijačo v več deset držav.
Barvo klasične izvedenke primerjajo s črno kavo, aromo kot mešanico acetona, sladkega korena in čokolade, okus pa kot mešanico breze, limete, ingverja, kakava, začimb za pripravo sladkega korena ter jagodičevja. Intenzivnost grenčine ocenjujejo na 4 od 5, sladkobe 3 od 5 in arome 4 od 5. Uživa se samostojno ali kot dodatek kavi, vroči čokoladi, desertom, sirupom, ganašu in pogosto sladoledu. Uporablja se tudi kot sestavina koktajlov in v tradicionalni medicini kot zdravilo za prehlad in prebavne težave.

## Sestava
Po izvirnem receptu je bil balzam sestavljen iz aromatizirane vode (75 %) in tinkture žajblja, semen navadnega kopra, listov poprove mete, cvetov sivke, rožmarina in cimeta.
Sodobni balzam ima 24 sestavin, od tega 17 rastlinskih: borovnice, maline, brezovi poganjki, korenina rumenega svišča, listi poprove mete, peclji in listi pelina, korenina ingverja, baldrijana in kolmeža, peclji in listi melise, cvetovi lipovca, hrastovo lubje, šentjanževka, listi mrzličnika, črni poper, lupina grenke pomaranče ter muškatovec. Raztopini z alkoholno stopnjo 45 dodajo poparek iz rastlinskih izvlečkov in jo starajo 30 dni v hrastovih sodih, nakar ji dodajo še med, karamelo, naravne sokove in druge sestavine ter jo polnijo v glinene steklenice. Po tradiciji le glavni mojster in dva njegova vajenca poznajo točen recept.

## Zgodovina
Prvotno recepturo je leta 1752 iznašel lekarnar Abraham Kunze iz Rige. Ohranjen je oglas iz številke časopisa Rigische Anzeigen 23. decembra 1762, v katerem opisuje njegove zdravilne lastnosti in navodila za uporabo. Liker je prodajal po ceni dveh tolarjev za štof. Po legendi je z njim ozdravil Katarino Veliko, ki se je takrat ustavila v Rigi na poti v Rusijo in kmalu po prihodu huje zbolela. Uspeh je razširil glas o njegovem pripravku po vsej Evropi in prinesel Kunzeju 50-letno ekskluzivno licenco za izdelavo.
Po Kunzejevi smrti so z izdelovanjem nadaljevali njegovi nasledniki in liker tržili pod imenom Kunzenski balzam. Trgovec Semjon Lelučin, ki je konec 18. stoletja prevzel patent, ga je pretvoril iz medicinskega napitka v močnejši črni balzam za širšo potrošnjo, zaradi česar so ga ljudje začeli piti kot močnejšo vodko in prodaja je močno narasla v nekaterih mestih. V 19. stoletju je postal Riški črni balzam narodna pijača in pričeli so ga proizvajati v tovarnah v več mestih.
Izvirni recept je bil izgubljen leta 1939, ko so njegovi zadnji skrbniki, bratje Schrader, odšli v Nemčijo. Obnovili so ga leta 1950 zaposleni v njihovi tovarni na čelu s tehnologinjo Maigo Podračniece, za kar je bila odlikovana s sovjetskim redom rdeče delavske zastave.